# Kasteel van Prény
Het Kasteel van Prény (Frans: Château de Prény) is een kasteel in de Franse gemeente Prény. Het kasteel is een beschermd historisch monument sinds 1862.